# Alosa volgensis
Alosa volgensis é uma espécie de peixe da família Clupeidae no ordem dos Clupeiformes.

## Morfologia
• Os machos podem atingir 35 cm de comprimento total.

## Reprodução
Os ovos são pelágicos.

## Alimentação
Come uma ampla faixa de zoo plancton (por exemplo, crustáceos) e zygentoma.

## Distribuição geográfica
Encontra-se na Europa: Rússia.